# 110P/Hartley
110P/Hartley è una cometa periodica appartenente alla famiglia delle comete gioviane. La cometa è stata scoperta il 19 febbraio 1988 dall'astronomo Malcolm Hartley, la sua riscoperta il 23 giugno 1993 ha permesso la sua numerazione definitiva.